# Lauxania kerzhneri
Lauxania kerzhneri är en tvåvingeart som beskrevs av Remm och El'berg 1980. Lauxania kerzhneri ingår i släktet Lauxania och familjen lövflugor.
Artens utbredningsområde är Mongoliet. Inga underarter finns listade i Catalogue of Life.